# Jean-Louis Hamon
Jean-Louis Hamon, född 5 maj 1821 i Plouha, död 29 maj 1874 i Saint-Raphaël, var en fransk målare.

## Fotogalleri

Auguste
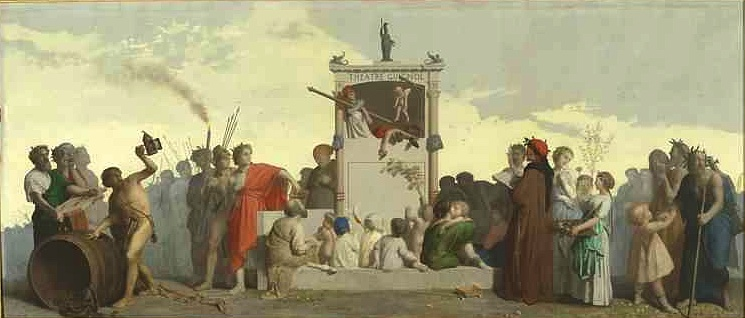
La Comédie humaine (1852)
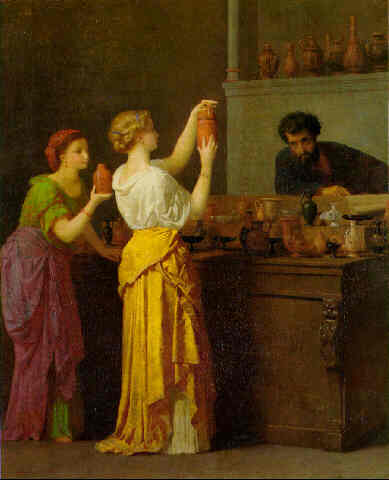
La boutique du potier (Pompeii)